# 凱撒密碼
凯撒密码（英語：Caesar cipher），或稱凯撒加密、凯撒变换、变换加密，是一种最简单且最广为人知的加密技术。凯撒密码是一种替换加密技术，明文中的所有字母都在字母表上向後（或向前）按照一个固定数目进行偏移後被替换成密文。例如，当偏移量是3的时候，所有的字母A将被替换成D，B变成E，以此类推。这个加密方法是以羅馬共和時期凱撒的名字命名的，據稱当年凱撒曾用此方法与其将军们进行联系。
凯撒密码通常被作为其他更复杂的加密方法中的一个步骤，例如维吉尼亚密码。凯撒密码还在现代的ROT13系统中被应用。但是和所有的利用字母表进行替换的加密技术一样，凯撒密码非常容易被破解，而且在实际应用中也无法保证通信安全。

## 例子
凯撒密码的替换方法是通过排列明文和密文字母表，密文字母表示通过将明文字母表向左或向右移动一个固定数目的位置。例如，当偏移量是左移3的时候（解密时的密钥就是3）：
```
明文字母表：ABCDEFGHIJKLMNOPQRSTUVWXYZ
密文字母表：DEFGHIJKLMNOPQRSTUVWXYZABC
```

使用时，加密者查找明文字母表中需要加密的消息中的每一个字母所在位置，并且写下密文字母表中对应的字母。需要解密的人则根据事先已知的密钥反过来操作，得到原来的明文。例如：
```
明文：THE QUICK BROWN FOX JUMPS OVER THE LAZY DOG
密文：WKH TXLFN EURZQ IRA MXPSV RYHU WKH ODCB GRJ
```

凯撒密码的加密、解密方法还能够通过同余的数学方法进行计算。首先将字母用数字代替，A=0，B=1，...，Z=25。此时偏移量为n的加密方法即为：
{\displaystyle E_{n}(x)=(x+n)\mod 26}
解密就是：
{\displaystyle D_{n}(x)=(x-n)\mod 26}

## 历史和用途

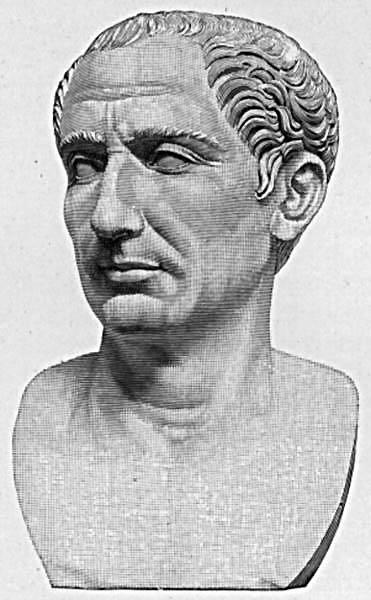
凱撒曾经使用这种密码与其将军们联系

根据苏维托尼乌斯的记载，凯撒曾用此方法对重要的军事信息进行加密：
|                                | 如果需要保密，信中便用暗号，也即是改变字母顺序，使局外人无法组成一个单词。如果想要读懂和理解它们的意思，得用第4个字母置换第一个字母，即以D代A，余此类推。 |
| ——苏维托尼乌斯，罗马十二帝王传 | |

同样，奥古斯都也使用过类似方式，只不过他是把字母向右移动一位，而且末尾不折回。
|                                | 每当他用密语写作时，他都用B代表A，C代表B，其余的字母也依同样的规则；他用AA代表Z。 |
| ——苏维托尼乌斯，罗马十二帝王传 |                                                                                   |

另外，有证据表明，凯撒曾经使用过更为复杂的密码系统：
|                        | 文法学家普罗布斯曾经写过一份独具创新的手稿，研究凯撒书信中包含有秘密信息的字母。 |
| ——格利乌斯，阿提卡之夜 |                                                                                  |

现在已经无法弄清凯撒密码在当时有多大的效果，但是有理由相信它是安全的。因为凯撒大部分敌人都是目不识丁的，而其余的则可能将这些消息当作是某个未知的外语。即使有某个敌人获取了凯撒的加密信息，根据现有的记载，当时也没有任何技术能够解决这一最基本、最简单的替换密码。现存最早的破解方法记载在公元9世纪阿拉伯的阿尔·肯迪的有关发现频率分析的著作中。

### 特定凯撒密码名称
根据偏移量的不同，还存在若干特定的凯撒密码名称：
- 偏移量为10：Avocat(A→K)
- 偏移量为13：ROT13
- 偏移量为-5：Cassis (K 6)
- 偏移量为-6：Cassette (K 7)

## 密码破解
即使使用唯密文攻击，凯撒密码也是一种非常容易破解的加密方式。可能有两种情况需要考虑：
1. 攻击者知道（或者猜测）密码中使用了某个简单的替换加密方式，但是不确定是凯撒密码；
2. 攻击者知道（或者猜测）使用了凯撒密码，但是不知道其偏移量。

对于第一种情况，攻击者可以通过使用诸如频率分析或者样式单词分析的方法，马上就能从分析结果中看出规律，得出加密者使用的是凯撒密码。
| 偏移量 | 候选明文     |
| 0      | exxegoexsrgi |
| 1      | dwwdfndwrqfh |
| 2      | cvvcemcvqpeg |
| 3      | buubdlbupodf |
| 4      | attackatonce |
| 5      | zsszbjzsnmbd |
| 6      | yrryaiyrmlac |
| ...    |              |
| 23     | haahjrhavujl |
| 24     | gzzgiqgzutik |
| 25     | fyyfhpfytshj |

对于第二种情况，解决方法更加简单。由于使用凯撒密码进行加密的语言一般都是字母文字系统，因此密码中可能是使用的偏移量也是有限的，例如使用26个字母的英语，它的偏移量最多就是25（偏移量26等同于偏移量0，即明文；偏移量超过26，等同于偏移量1-25）。因此可以通过穷举法，很轻易地进行破解。其中一种方法是在表格中写下密文中的某个小片段使用所有可能的偏移量解密后的内容——称为候选明文，然后分析表格中的候选明文是否具有实际含义，得出正确的偏移量，解密整个密文。例如，被选择出的密文片段是"EXXEGOEXSRGI"，可以从右表中的候选明文里很快看出其正确的偏移量是4。也可以通过在每一个密文单词的每一个字母下面，纵向写下整个字母表其他字母，然后可以通过分析，得出其中的某一行便是明文。
另外一种攻击方法是通过频率分析。当密文长度足够大的情况下，可以先分析密文中每个字母出现的频率，然后将这一频率与正常情况下的该语言字母表中所有字母的出现频率做比较。例如在英语中，正常明文中字母E和T出现的频率特别高，而字母Q和Z出现的频率特别低，而在法语中出现频率最高的字母是E，最低的是K和W。可以通过这一特点，分析密文字母出现的频率，可以估计出正确的偏移量。此外，有时还可以将频率分析从字母推广到单词，例如英语中，出现频率最高的单词是：the, of, and, a, to, in...。通过将最常见的单词的所有可能的25组密文，编组成字典，进行分析。比如QEB可能是the，MPQY可能是单词know（当然也可能是aden）。但是频率分析也有其局限性，它对于较短或故意省略元音字母或者其他缩写方式写成的明文加密出来的密文进行解密并不适用。
另外，通过多次使用凯撒密码来加密并不能获得更大的安全性，因为使用偏移量A加密得到的结果再用偏移量B加密，等同于使用A+B的偏移量进行加密的结果。

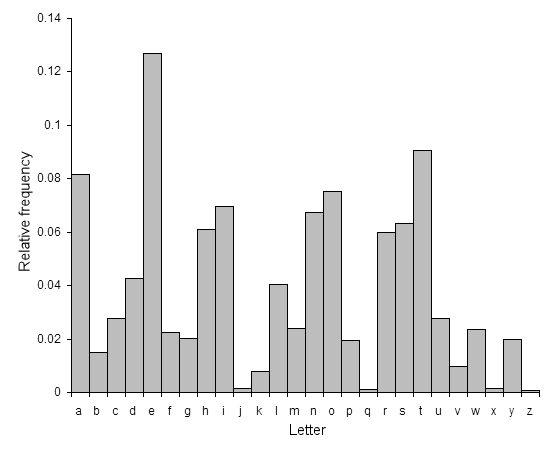
用典型的英语书写的文字样本中各字母出现频率

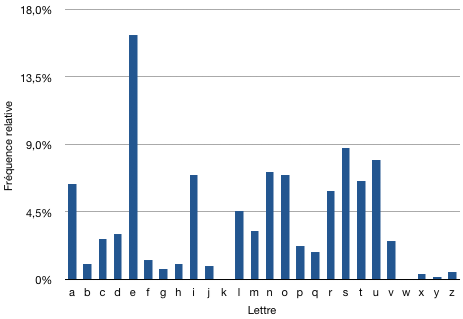
用典型的法语书写的文字样本中各字母出现频率